# Église Saint-Martin de Savenay
L'église Saint-Martin est une église située à Savenay, en France.

## Description
L'église Saint-Martin est de style néo-Renaissance et son clocher présente un faux-bulbe.

## Historique
L'Église fut érigée en 1841 par l'architecte Théodore Nau, à la place d'une église du XVe siècle édifiée elle-même à la place d'un lieu de culte du Xe siècle dédiée à Saint Martin de Tours. La construction de cet édifice était motivée par le fait que la municipalité souhaitait un monument digne du statut de sous-préfecture que possédait alors la commune. De plus, un orage emporte une partie du pignon de l'ancienne église en 1812, tandis que le clocher doit être démoli en 1825 et reconstruit sur une autre partie de l'édifice.
La nouvelle église offre une disposition inhabituelle voulut par l'architecte qui orienta le chœur vers l'ouest.  Néanmoins sa construction qui démarra en mars 1840 connu  de nombreuses vicissitudes. Des anomalies sont alors constatées : plusieurs arcades sont décintrées, les ouvertures superposées ne sont pas dans le même axe...; la prise du mortier est insuffisante, les piliers, prévus pourtant en pierre de Crazannes, réputée inaltérable, sont en réalité construit en maçonnerie ; le bois du chœur n'est pas payé… l'entrepreneur quitte finalement le chantier et abandonne ses ouvriers.
En mai 1841, à la suite d'un violent coup de vent, on procède à la démolition les murs nord et sud de la nef que l'on reconstruit à grands frais avec de nouveaux matériaux, payés à l'aide de la taxe de l'octroi. L'église est livrée au culte le 22 novembre 1841, mais reste inachevée. Le nouvel architecte Mortier doit démolir et reconstruire la tour, en trois campagnes pour donner le temps aux assises inférieures de se stabiliser. La consécration officielle de l'église Saint-Martin a lieu en mai 1844. 
En novembre 1848, la charpente menace de s'effondrer. En 1852, la pierre de Crazannes est remplacée par le tuffeau de Vendée, plus léger et moins cher, et le clocher est surélevé de 3 mètres. Le gros œuvre est terminé en 1856 et une horloge est installée sur le clocher en 1857.